# Železnec
Železnec (Metrosideros) je rod rostlin z čeledi myrtovité. Jsou to stromy a keře, řidčeji i dřevnaté liány s tuhými jednoduchými listy. Květy jsou nápadné, nejčastěji červené nebo řidčeji žluté či bílé, stěsnané ve vrcholových květenstvích s množstvím výrazných, vyčnívajících tyčinek. Opylují je zejména ptáci, řidčeji hmyz nebo i gekoni. Rod zahrnuje asi 55 druhů a je rozšířen zejména v Tichomoří a na Novém Zélandu. Mnohde je dominantní složkou rostlinných společenstev. Železnec se vyznačuje (jak název napovídá) velmi tvrdým a pevným dřevem. Některé druhy jsou pěstovány v sušších oblastech tropů a subtropů jako okrasné dřeviny.

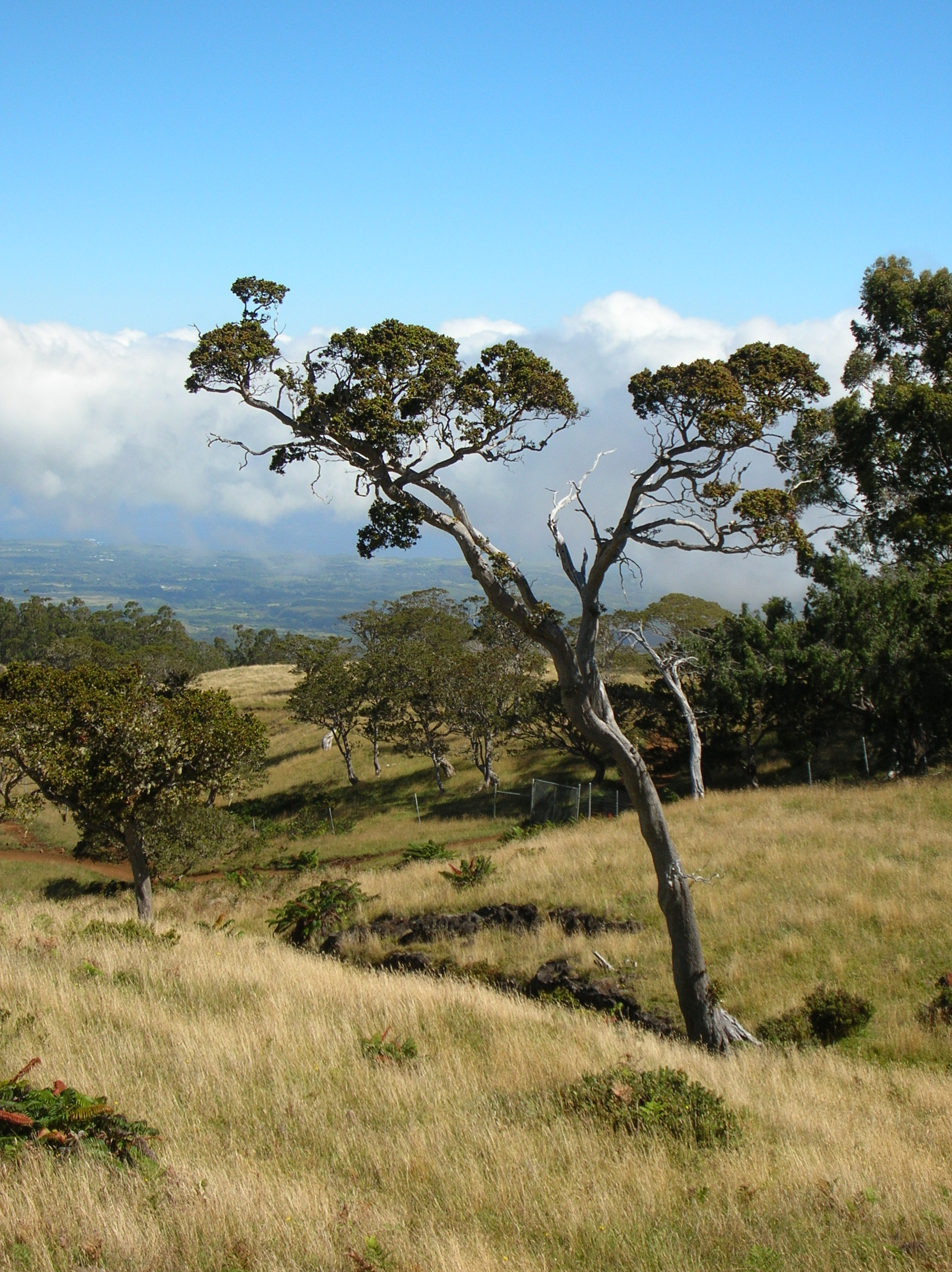
Krajina na Havaji s dominantním železnecem mnohotvarým

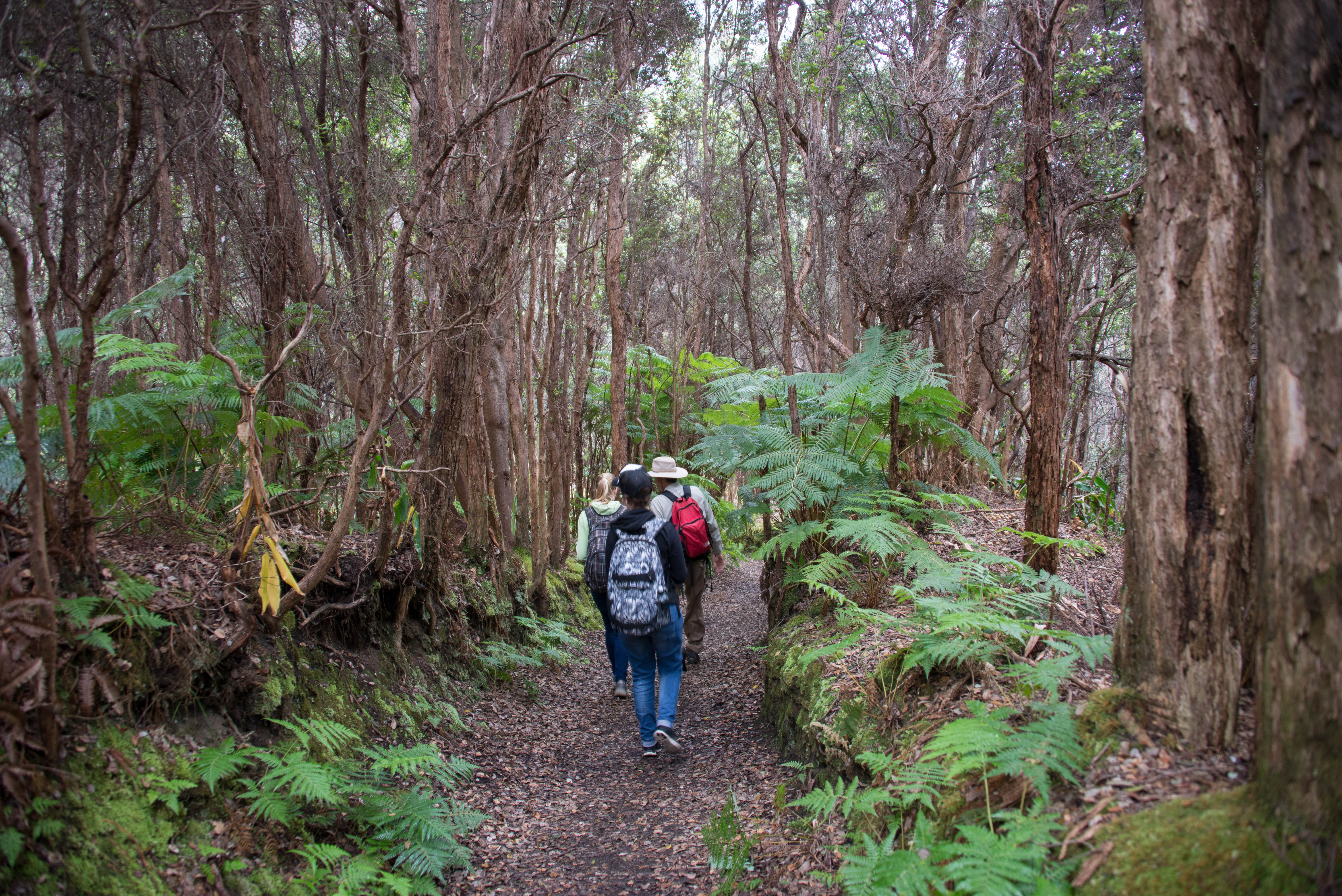
Les železnece mnohotvarého na Havaji

## Popis
Zástupci rodu železnec jsou přímé nebo šplhavé keře a stromy, na Novém Zélandu i dřevnaté liány. Novozélandský druh M. robusta dorůstá výšky až 30 metrů a průměru kmene až 3 metry. Podobné výšky dorůstá i železnec mnohotvarý z Tichomoří. Z kmene a větví u některých druhů visí husté svazky jemných vzdušných kořenů. Listy jsou aromatické, jednoduché, vstřícné, někdy dvouřadě rozložené, tuhé, na ploše žláznatě tečkované. Palisty chybějí. Květy jsou často nápadné, červené, bílé nebo purpurové, uspořádané ve vrcholových vrcholících nebo hroznech. Češule je zvonkovitá, kuželovitá nebo baňkovitá, přirostlá ke spodní části semeníku. Kalich je tvořen 5 tupými laloky. Koruna je málo nápadná, složená z 5 rozestálých korunních lístků. Tyčinek je velmi mnoho, s dlouhými nitkami dalece přesahujícími korunní lístky. Semeník je spodní nebo polospodní, se 3 komůrkami a nitkovitou čnělkou zakončenou drobnou bliznou. Obsahuje mnoho vajíček. Plodem je kožovitá tobolka zcela ukrytá ve vytrvalé kališní trubce nebo z ní vyčnívající. Tobolka puká 3 chlopněmi nebo nepravidelně a obsahuje mnoho drobných, čárkovitých semen.

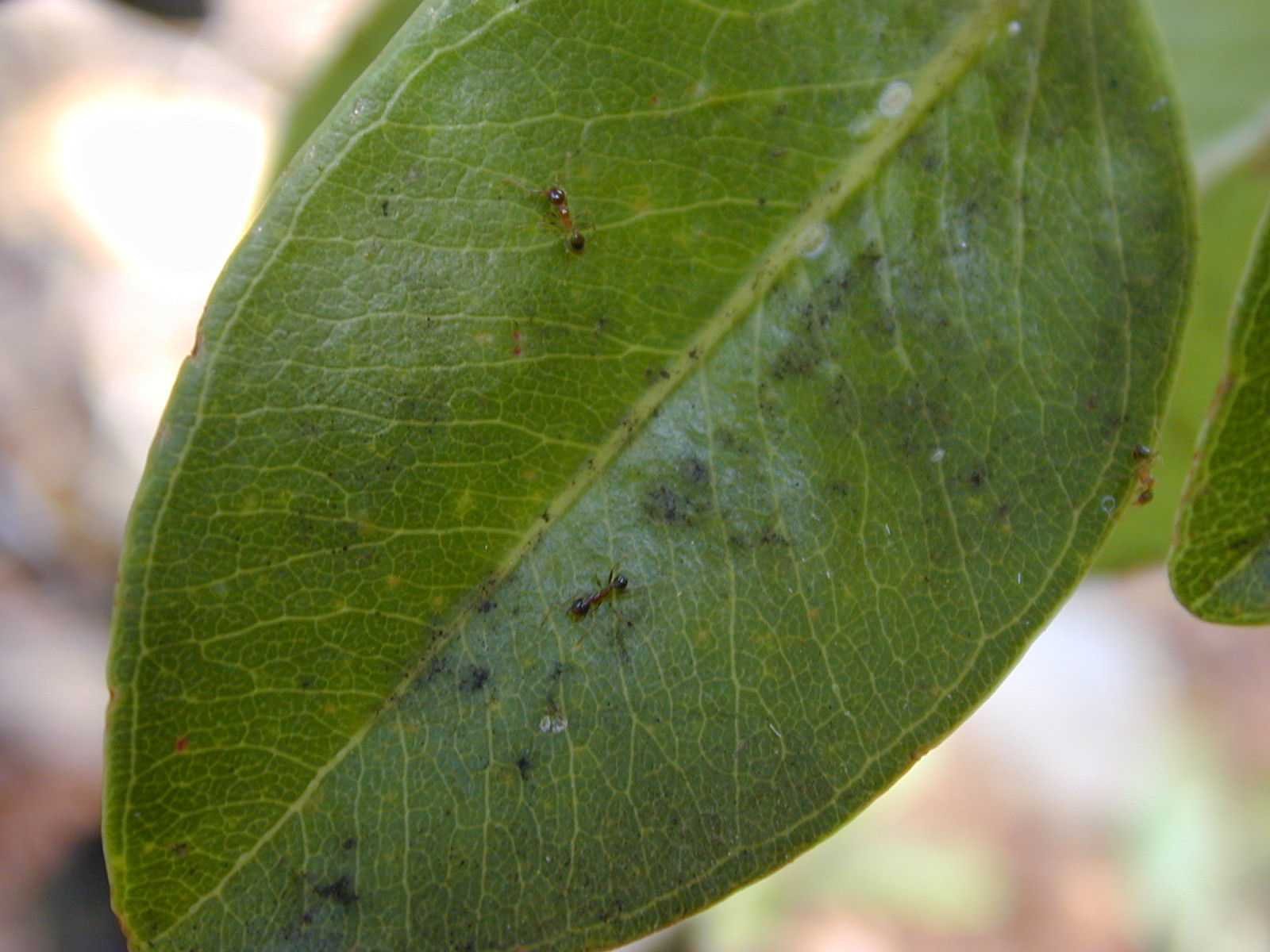
List železnece mnohotvarého se siličnými žlázkami (světlé skvrnky na ploše čepele)
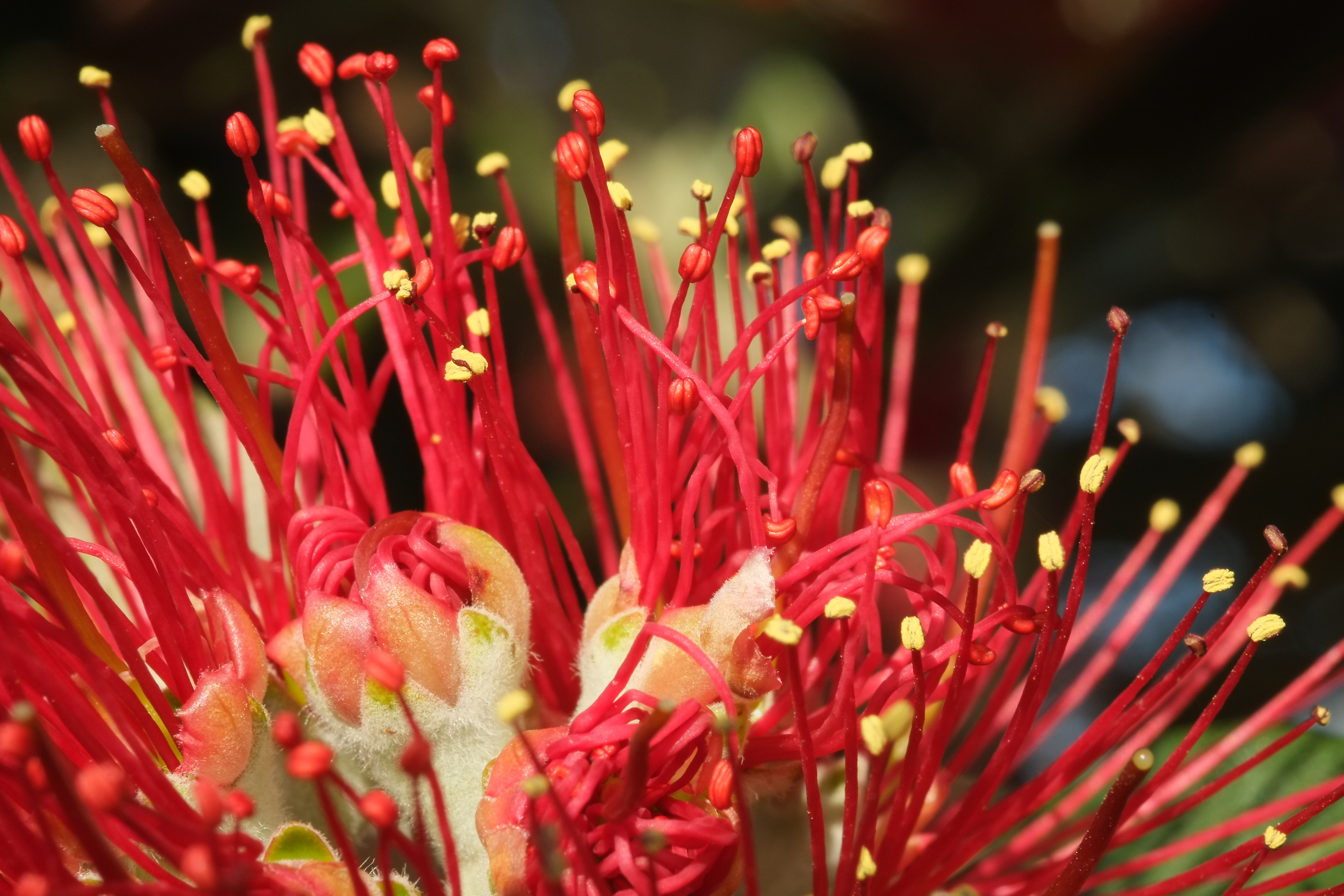
Datail květů železnece ztepilého
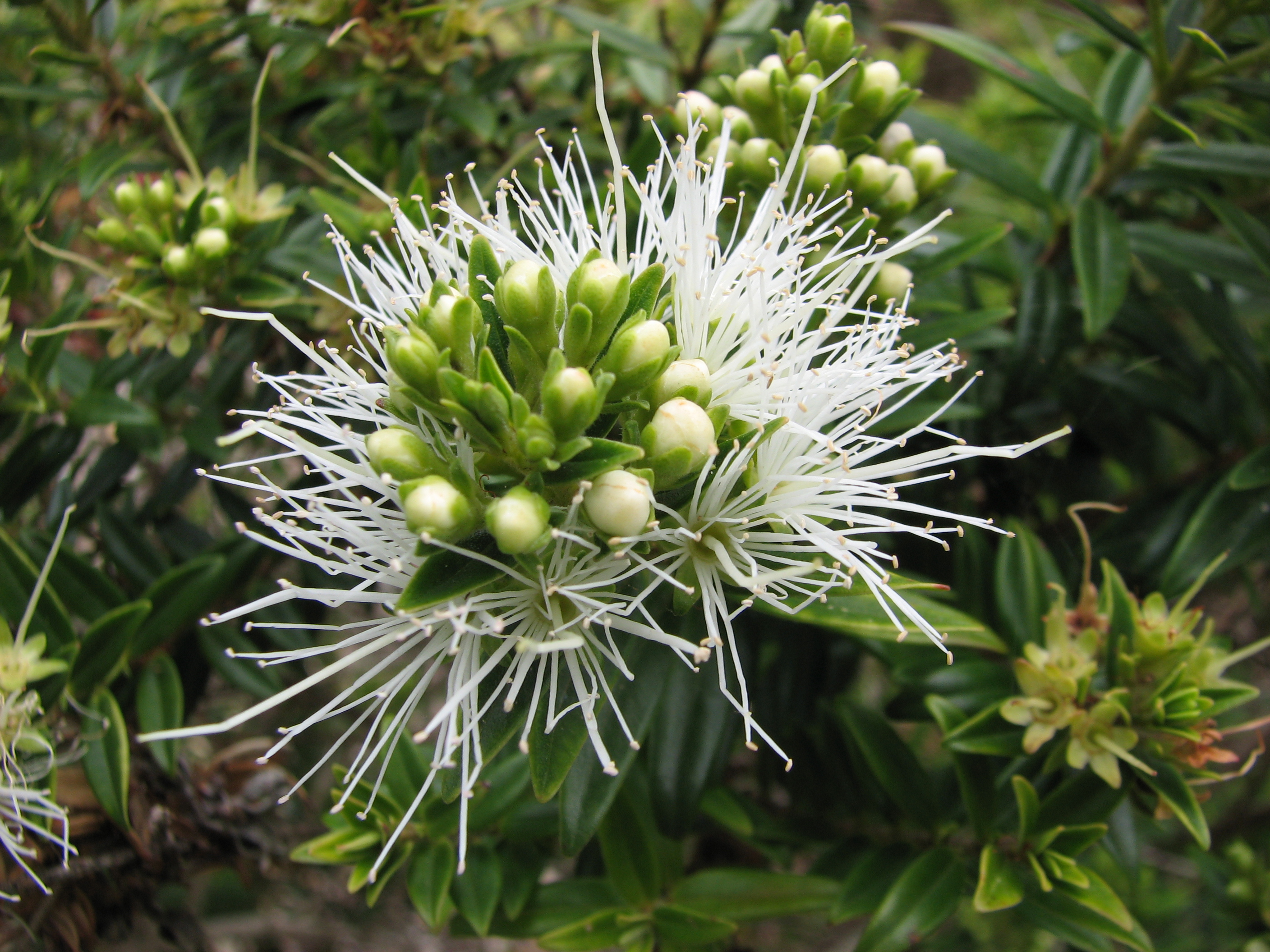
Bílé květenství M. operculata
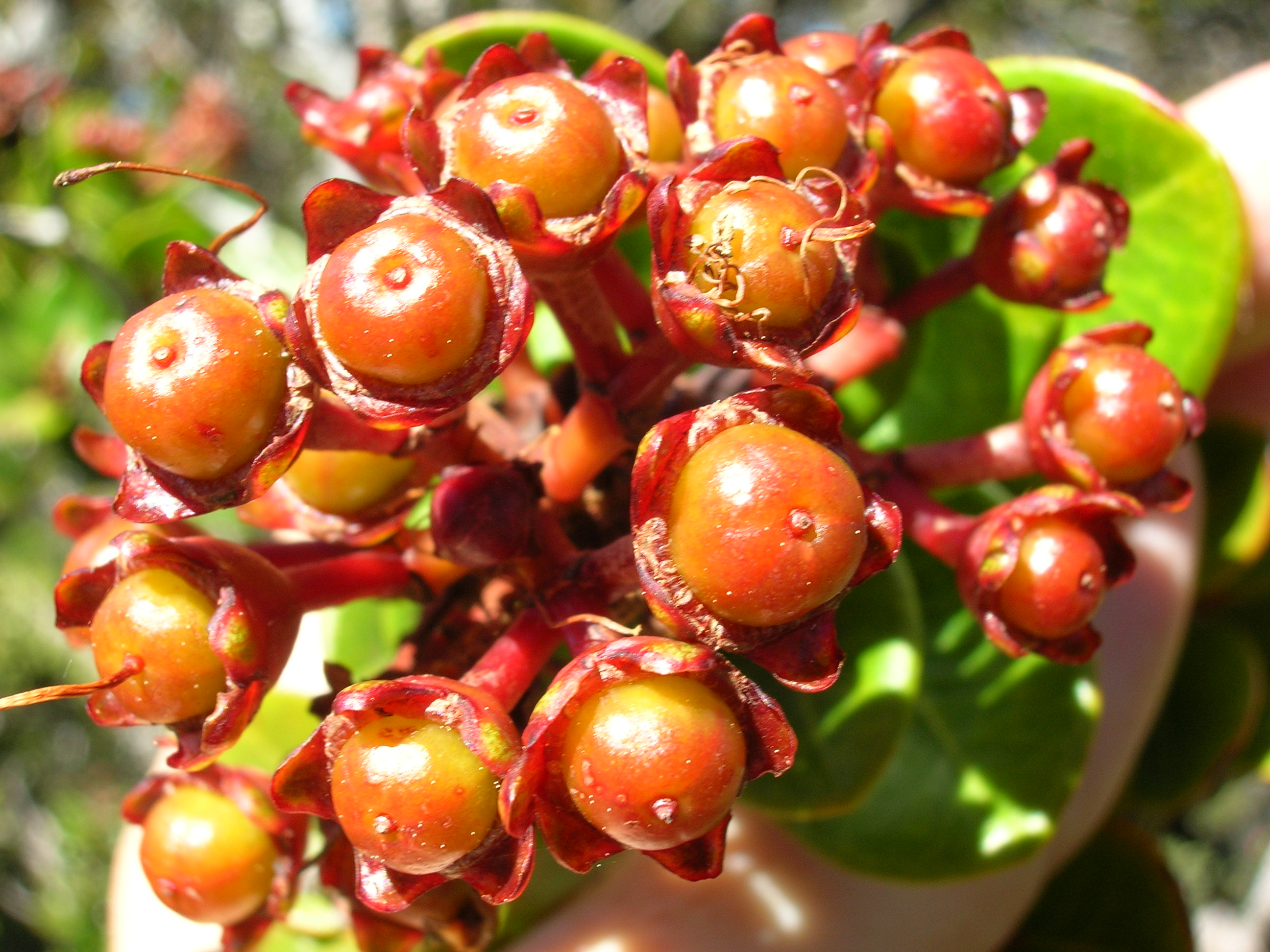
Nedozrálé plody železnece mnohotvarého

## Rozšíření
Rod železnec obsahuje asi 55 druhů.Je rozšířen zejména na Nové Kaledonii (20 druhů), Novém Zélandu (12) a Nové Guineji (7 druhů). Několik druhů se vyskytuje na dalších tichomořských ostrovech: na Havaji, Samoa, Fidži aj. Na sever zasahuje nejdále na japonské Boninské ostrovy. Rod je dále zastoupen na Filipínách (M. halconensis), v Jižní Americe (M. stipularis v Chile a Argentině) a v Jihoafrické republice (M. angustifolia). V Austrálii neroste žádný původní druh, některé druhy zde však zdomácněly.
Převážná většina druhů jsou endemity jediného ostrova či souostroví. Nejrozsáhlejší areál má druh M. collina, rozšířený na Novém Zélandu a v Polynézii.

## Ekologické interakce
Železnece tvoří v místech výskytu často dominantní složku rostlinných společenstev. Na Havaji je železnec mnohotvarý nejběžnějším druhem stromu a místy vytváří víceméně jednodruhové porosty. Jeho drobná semena jsou snadno šířena větrem a rostlina často začíná svůj život jako epifyt na kmeni či v koruně stromu, poté se spouštějí kořeny k zemi a nakonec přerůstá svého hostitele. Druh je mimořádně ekologicky i morfologicky plastický. Roste na suchých i vlhkých, písčitých i zbahnělých půdách, na čerstvých lávových polích, v bažinách, nížinném suchém i vlhkém lese i subalpínské vegetaci.
V suchých nížinných lesích Kermadekových ostrovů, ležících asi 1000 km severovýchodně od Nového Zélandu, dominuje M. kermadecensis. Druh M. umbellata tvoří významnou složku smíšených lesů některých oblastí Jižního ostrova Nového Zélandu, kde roste ve společnosti Weinmannia racemosa, Laurelia novae-zelandiae a jehličnanů.

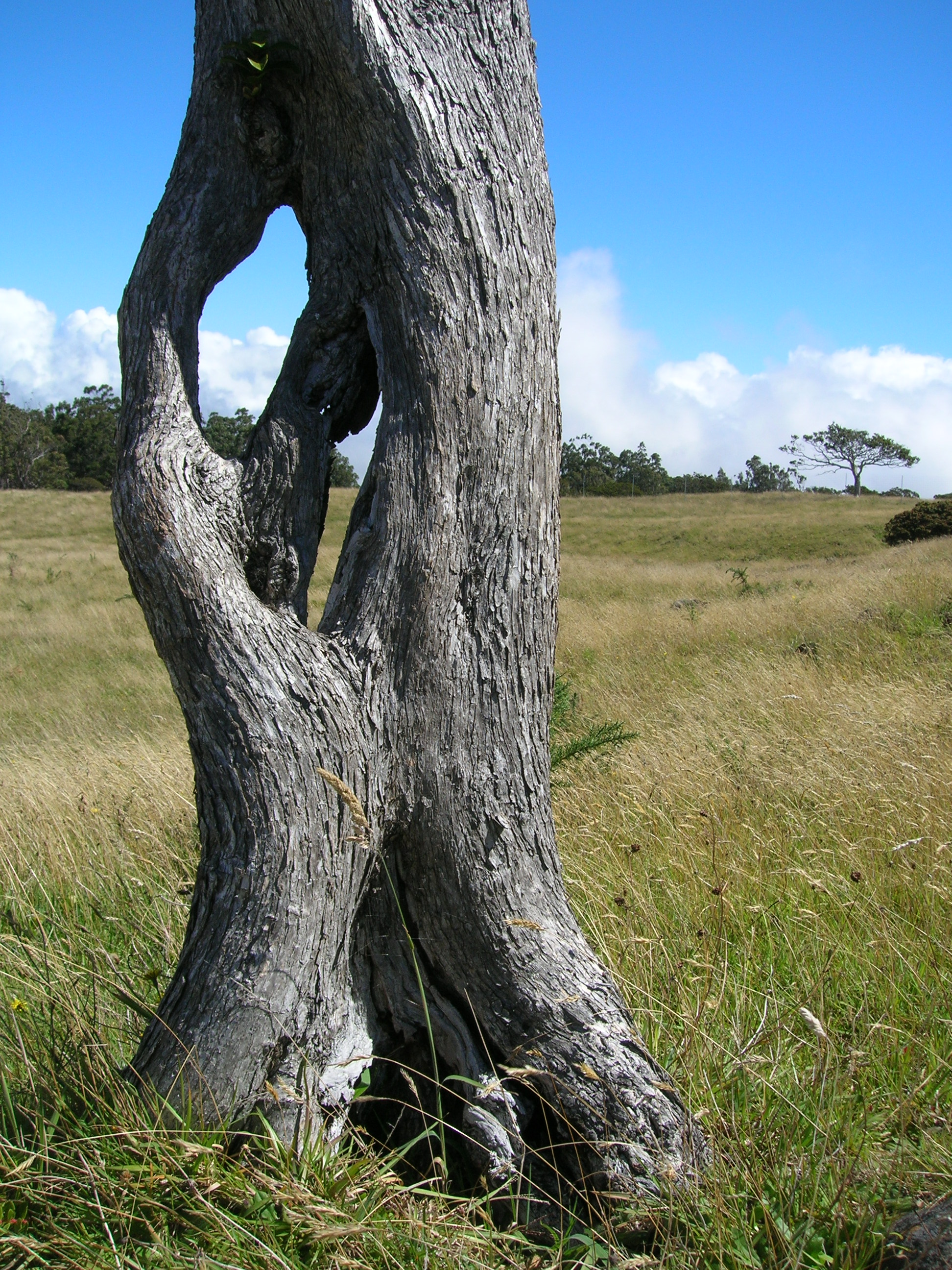
Kmen železnece mnohotvarého
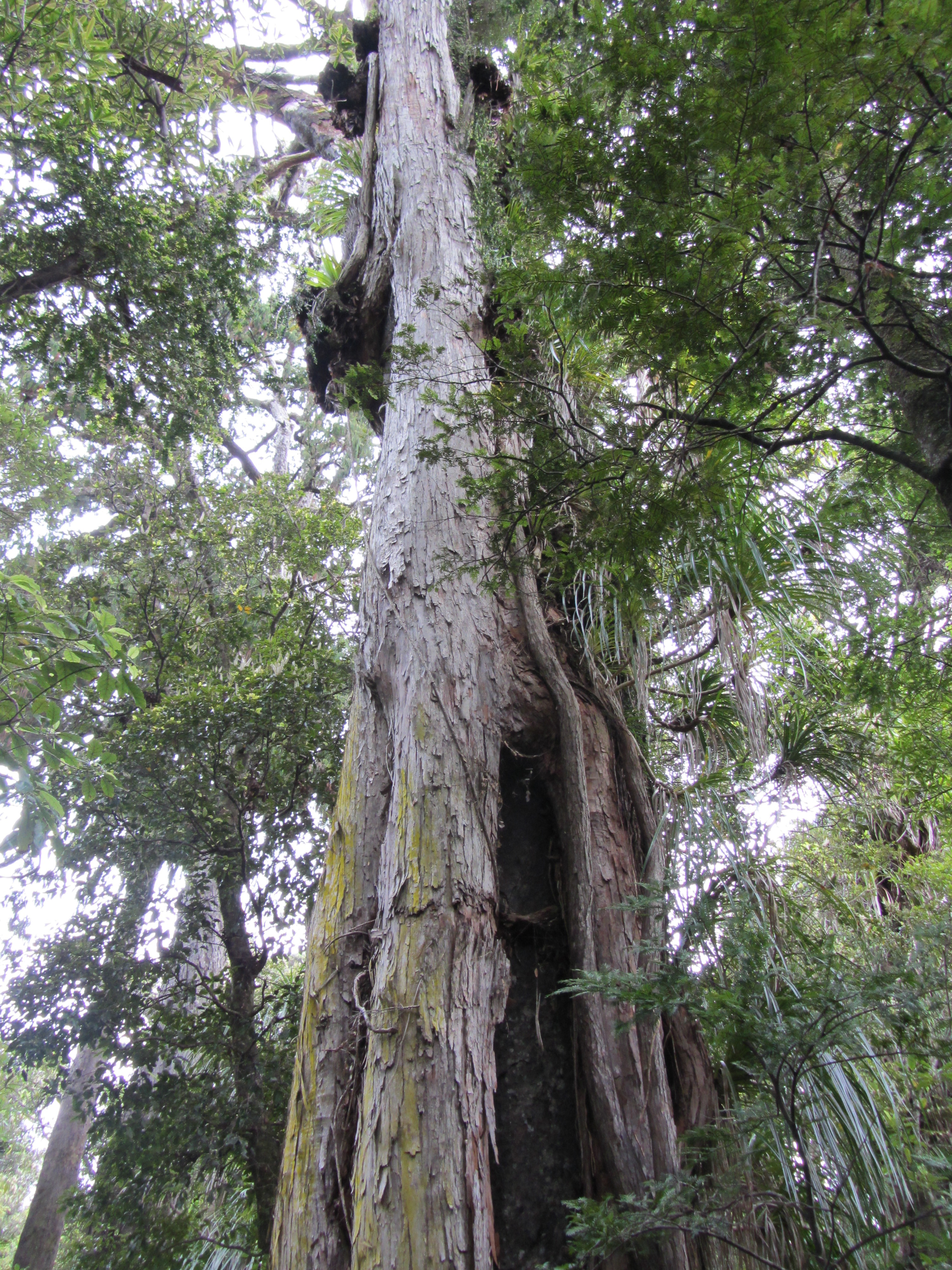
M. robusta, obrůstající kmen podokarpu Prumnopitys taxifolia, na kterém původně vyklíčil
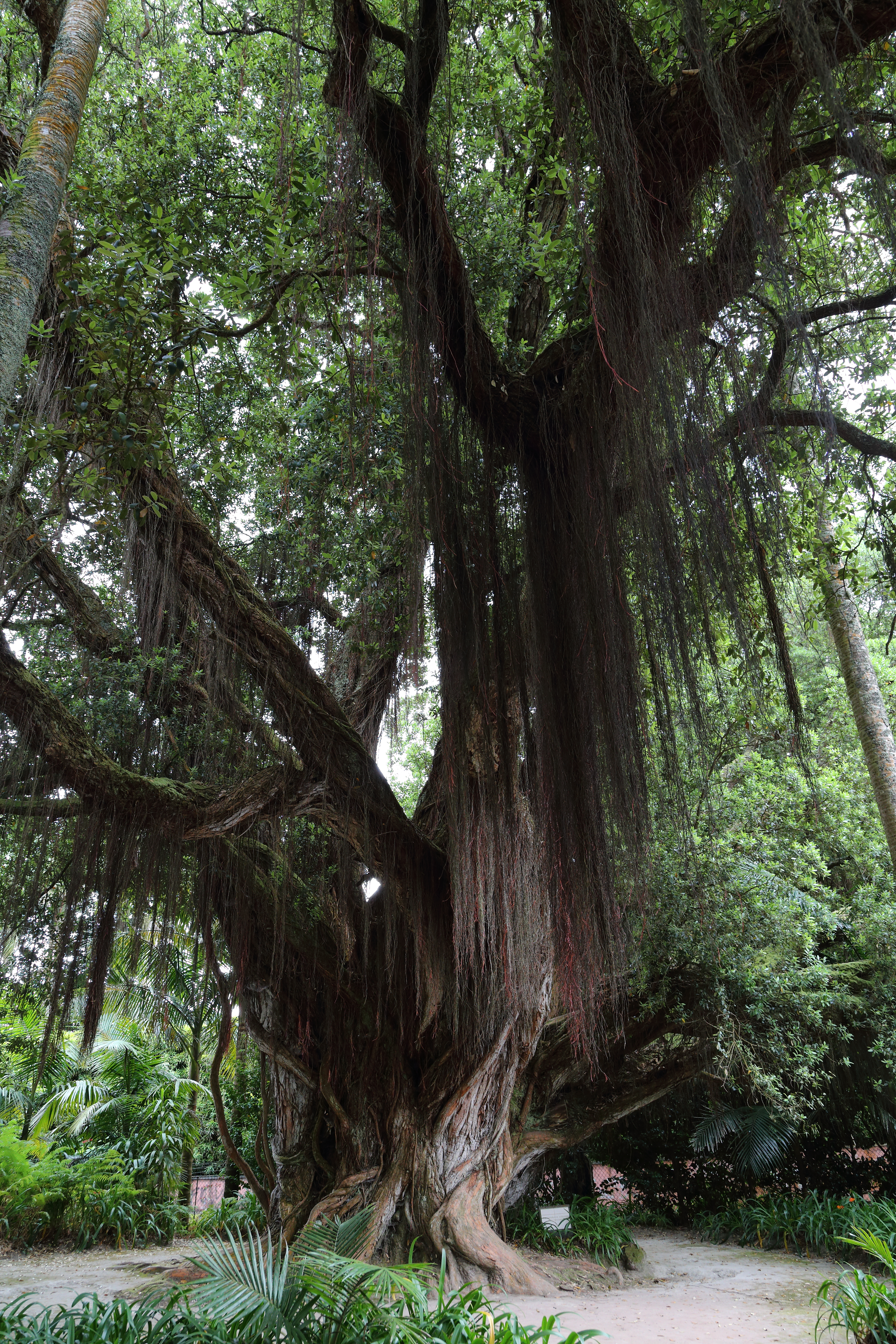
Bohaté vzdušné kořeny M. robusta
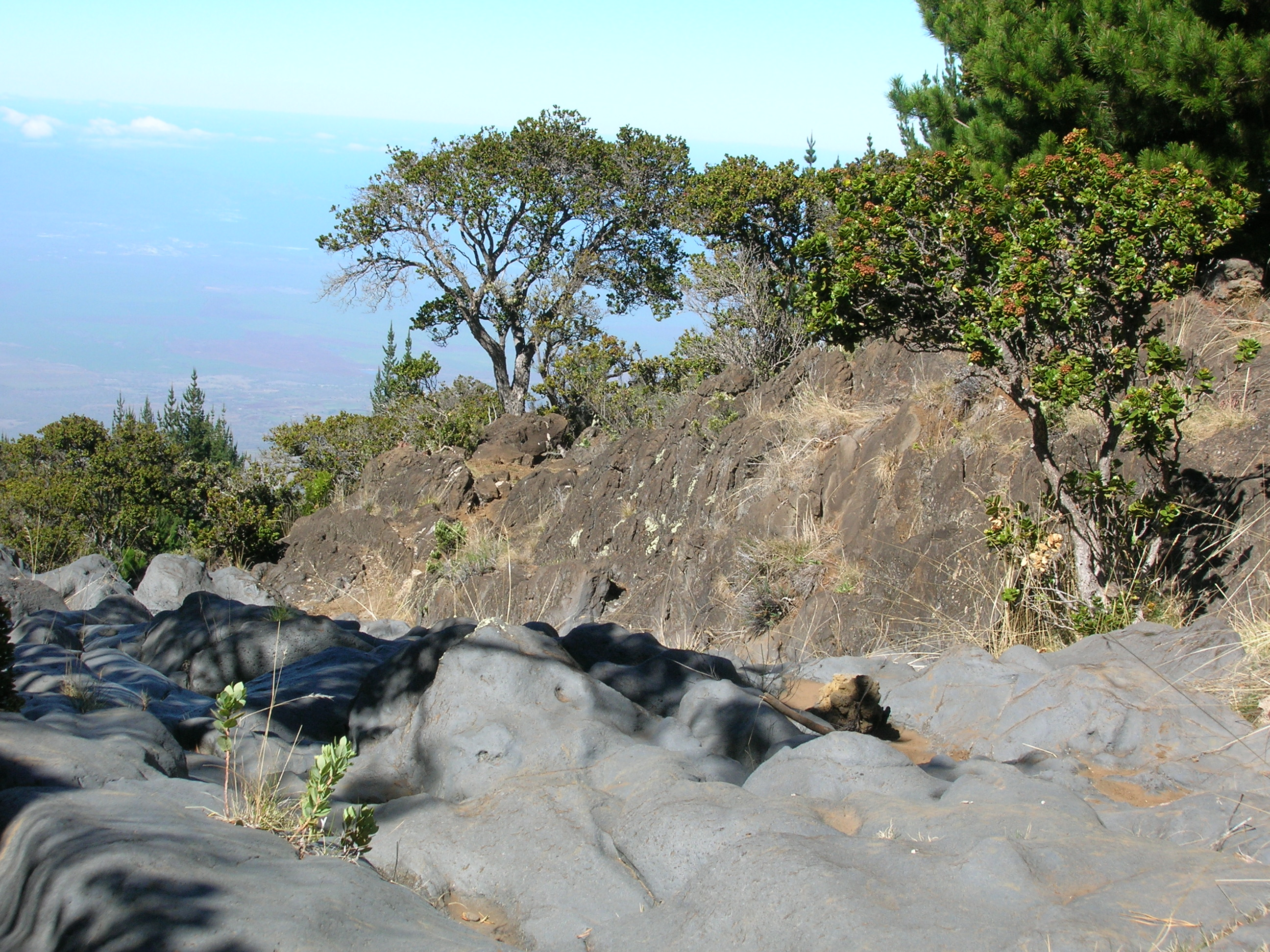
Železnec mnohotvarý na lávovém poli

Květy železneců jsou opylovány zejména ptáky živícími se nektarem, kterým stěsnané květenství umožňuje vysát větší množství květů bez přeletování. V menší míře je navštěvuje i hmyz.
Novozélandský železnec ztepilý kvete masivně po dobu asi 2 týdnů. Jednotlivé květy se otevírají asi na dobu 7 dní. Zpočátku jsou funkčně samičí, následně asi 4 dny oboupohlavné, později funkčně samčí. Některé exempláře jsou schopné samoopylení, jiné jsou cizosprašné. Nektar obsahuje 18 % sacharózy Mezi opylovače novozélandských druhů náleží např. tui zpěvný (Prosthemadera novaeseelandiae), nestor kaka (Nestor meridionalis), laločník sedlatý (Philesturnus carunculatus), z drobných ptáků kruhoočko australopacifické (Zosterops lateralis) a pištec bělohlavý (Mohoua albicilla). Samotářské včely rodu Leioproctus květy rovněž navštěvují a sbírají velká množství pylu, nepřispívají však k jeho přenosu na bliznu. Květy navštěvují a opylují také gekoni rodu Hoplodactylus, kteří konzumují pyl i nektar.
Havajský druh železnec mnohotvarý je do značné míry v opylování závislý na šatovnících, což jsou endemičtí pěvci vyskytující se pouze na Havaji. Rostlina vytváří 2 formy s rozdílnou barvou květů. Červené květy jsou cizosprašné a přitahují ptáky, zatímco méně běžné žluté květy jsou navštěvovány zejména hmyzem a jsou schopny i samoopylení. Žlutá forma je považována za záložní adaptaci druhu na možnou nepřítomnost ptačích opylovačů, úspěšnost opylení a násada semen je však menší.
Semena železneců jsou drobná a snadno se šíří větrem, což jim umožnilo obsadit většinu ostrovů Tichomoří. Havajský železnec mnohotvarý je pomalu rostoucí pionýrská dřevina, obsazující jako první čerstvá lávová pole. Často zůstává dominantní dřevinou i v pozdějších sukcesních stádiích.

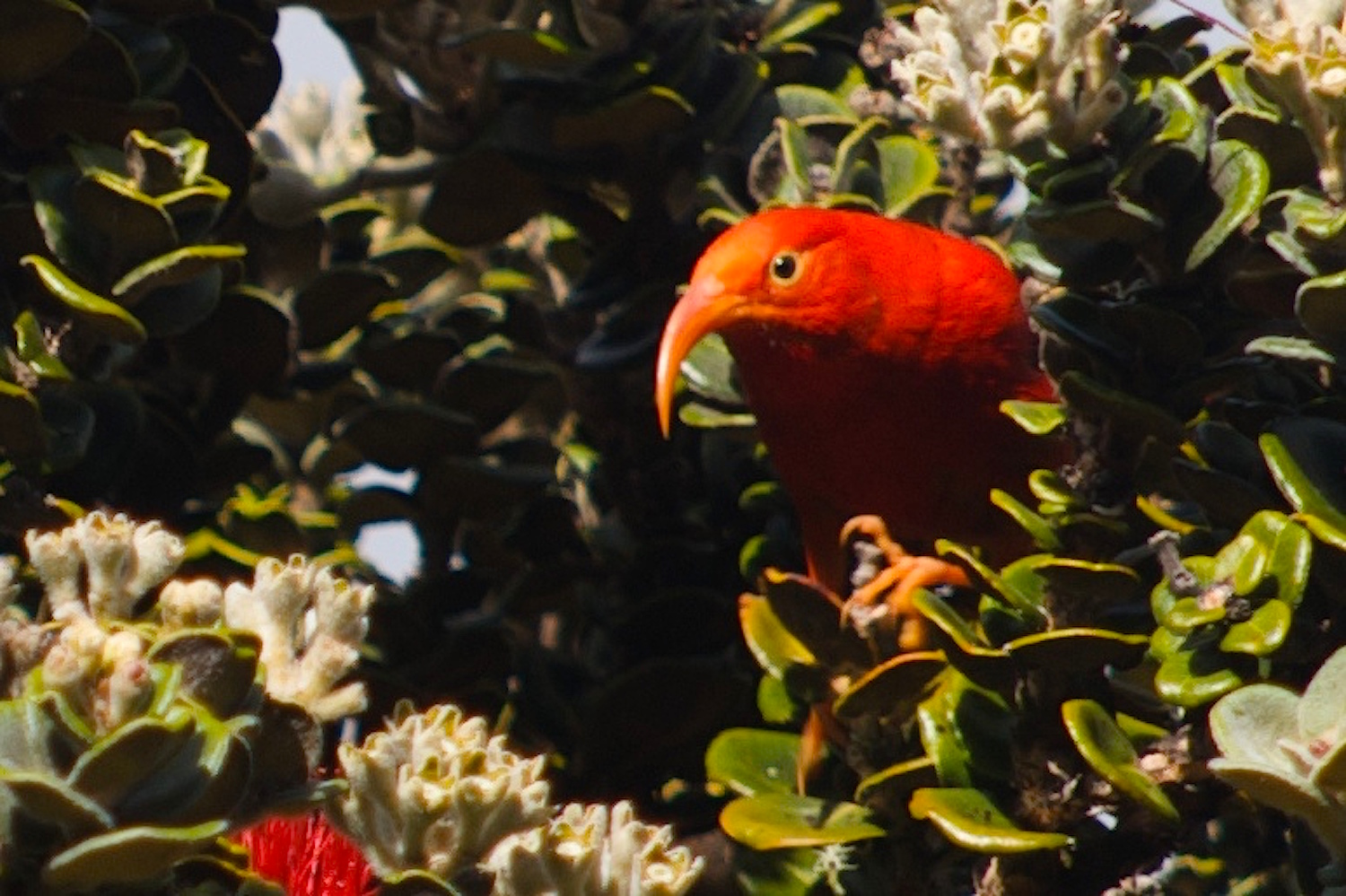
Šatovník šarlatový na květech železnece mnohotvarého
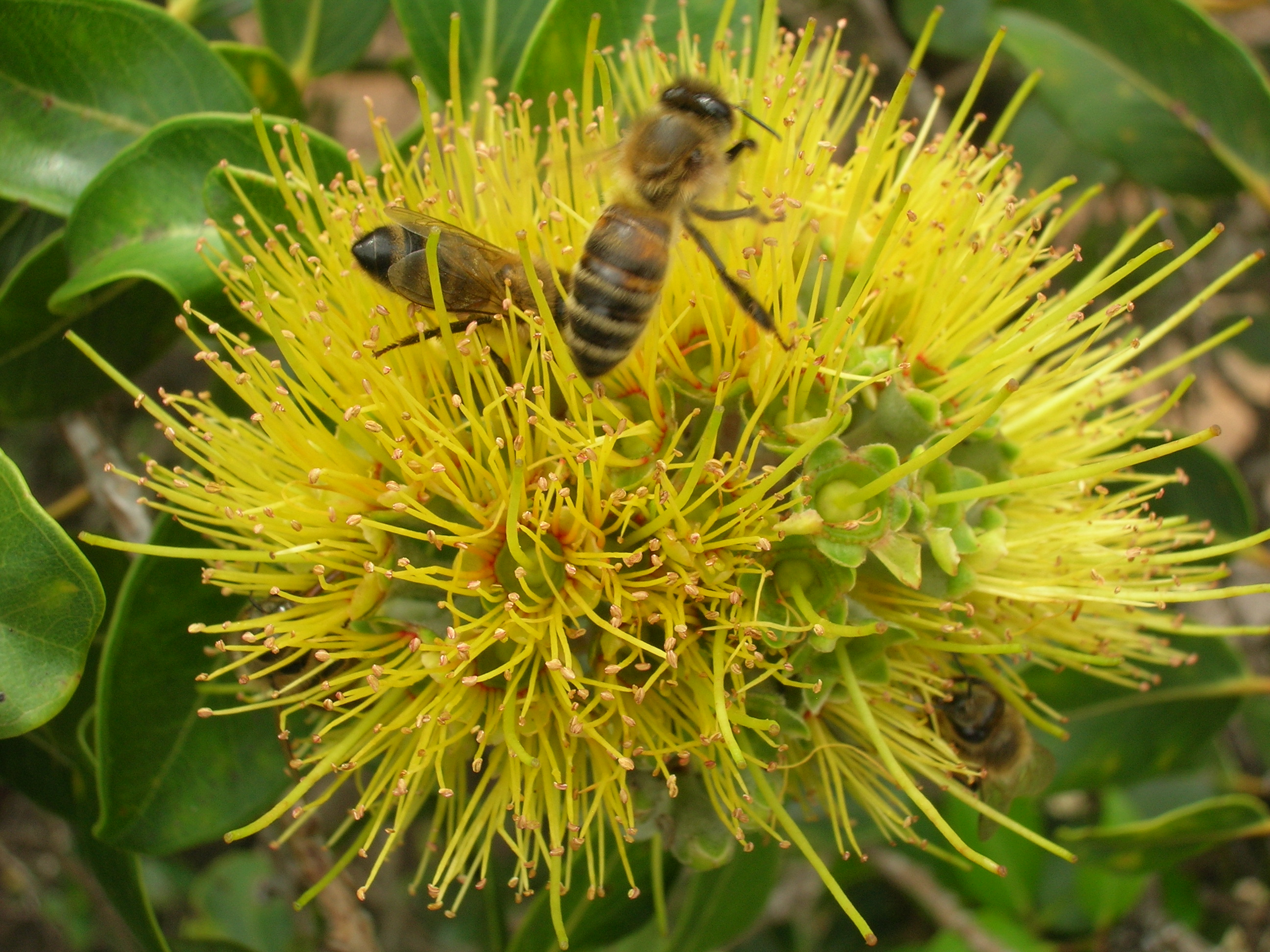
Včely na květech žluté formy železnece mnohotvarého
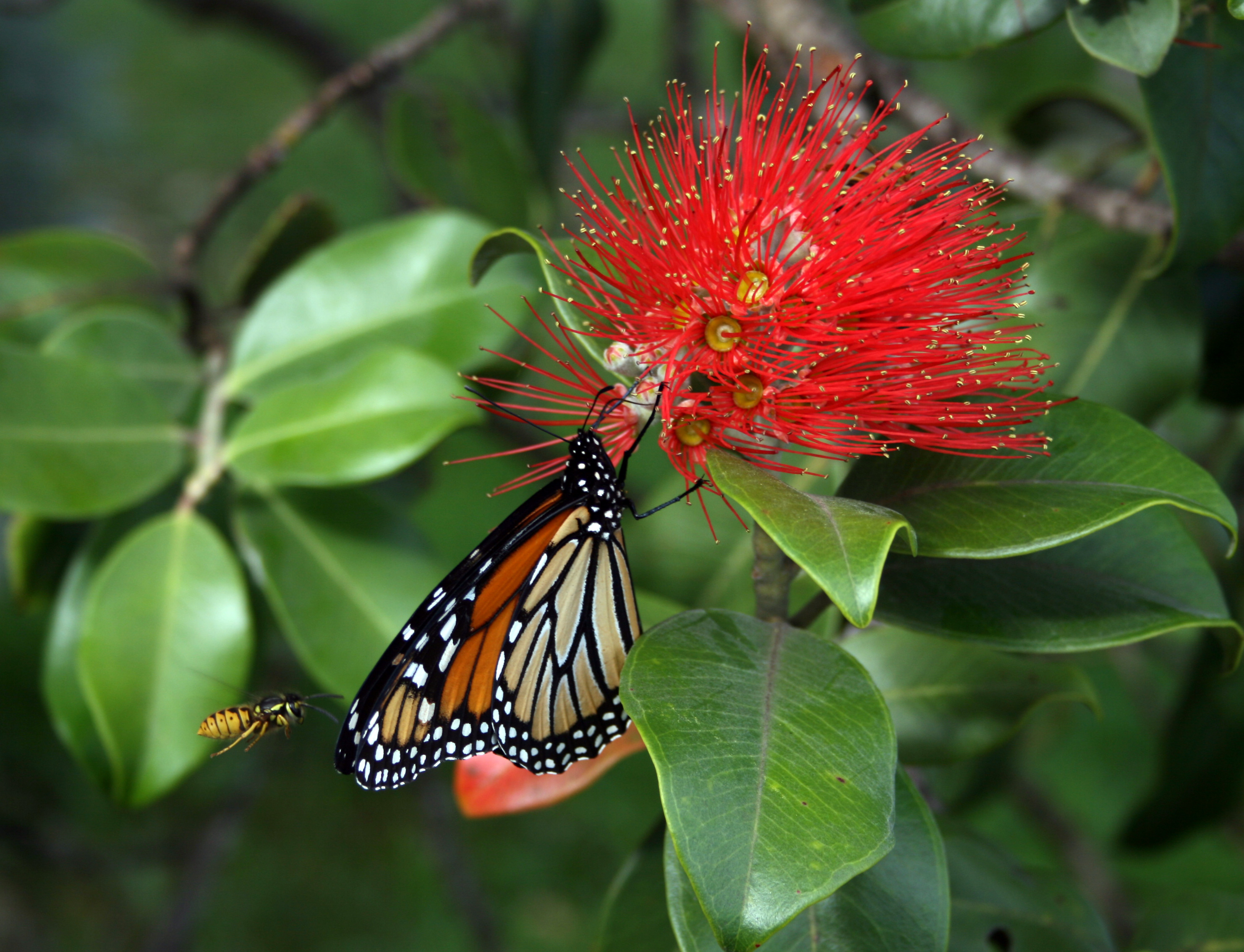
Motýl monarcha na květech M. collina

## Taxonomie
Rod Metrosideros je v rámci čeledi Myrtaceae řazen do podčeledi Myrtoideae a tribu Metrosidereae.
Do rodu Metrosideros byl vřazen jihoamerický rod Tepualia a Carpolepis z Nové Kaledonie, neboť bylo zjištěno, že tyto rody tvoří vývojové linie uvnitř rodu Metrosideros, který se tím stává parafyletickým.
Fylogenetickými studiemi bylo zjištěno, že rod v klasickém pojetí je polyfyletický, neboť rody Carpolepis (endemit Nové Kaledonie) a Tepualia (Jižní Amerika) tvoří vývojové linie uvnitř tohoto rodu. Oba rody byly proto vřazeny do rodu Metrosideros.

## Zástupci
- železnec mnohotvarý (Metrosideros polymorpha)
- železnec ztepilý (Metrosideros excelsa)

## Význam

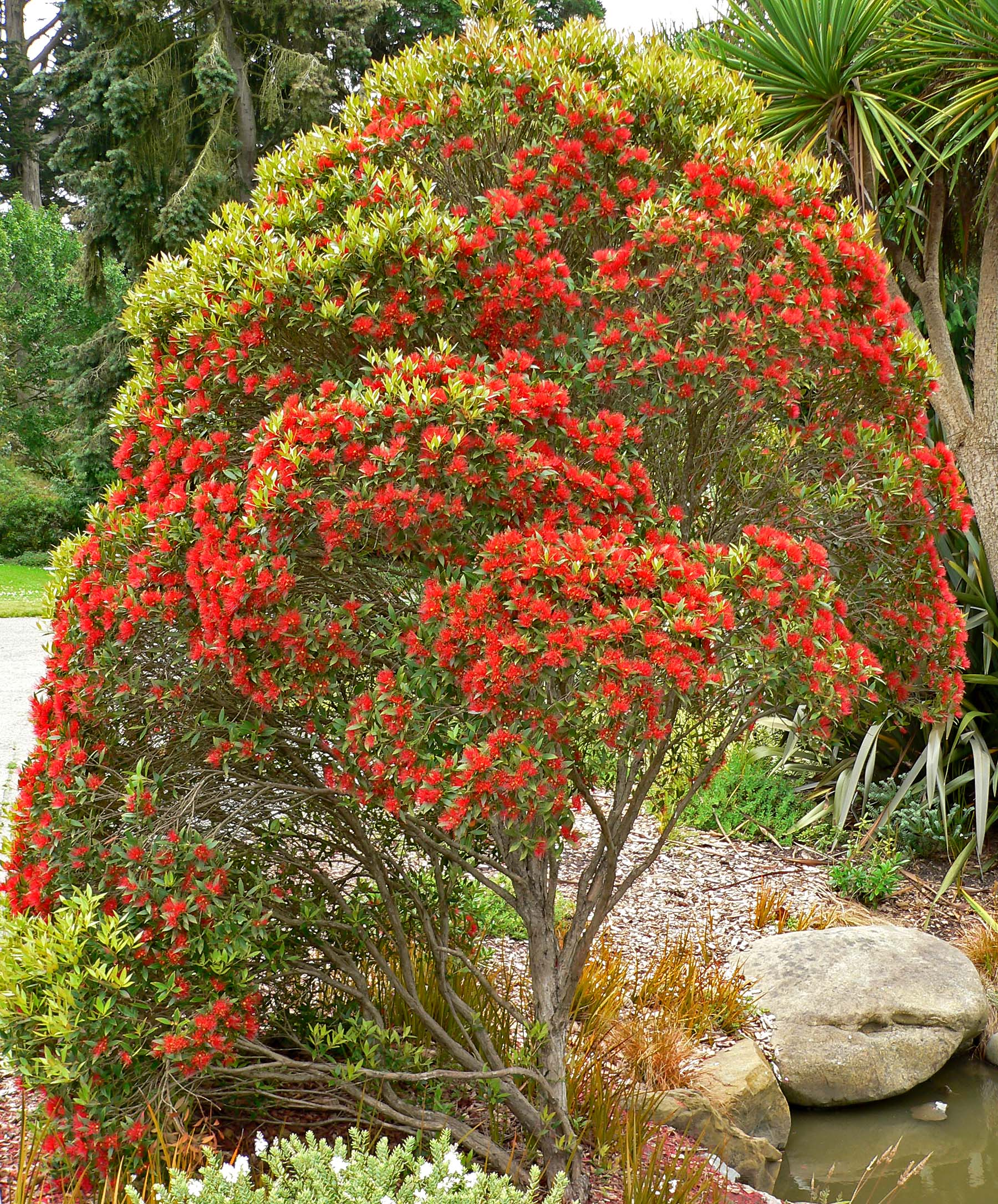
Železnec M. umbellata jako okrasná dřevina

Dřevo železneců je, jak název napovídá, velmi tvrdé a pevné. Dřevo železnece mnohotvarého je přibližně 2x tvrdší než dubové dřevo, jeho tvrdost však dosahuje stěží poloviny hodnoty tvrdosti nejtvrdšího dřeva, kterým je jihoamerické quebracho (Schinopsis spp., 20,340 N).
Dřevo mohutného havajského železnece mnohotvarého (M. polymorpha) a blízce příbuzného druhu M. collina z Nového Zélandu a Polynézie se používá na stavbu lodí, podlahy, obklady a podobně. Jádrové dřevo je rezavě až purpurově hnědé, dobře odolává termitům, není však odolné vůči hnilobě. Je obchodováno pod názvem ohia. Na stavbu lodí se používá i novozélandský druh M. lucida.
Na Novém Zélandu se těží zejména M. robusta a M. umbellata. Dřevo obou druhů je známo jako rata. Používá se zejména ke stavbě mostů, lodí, domů či k výrobě nábytku. Pro svou jemnou strukturu a pěknou hnědočervenou barvu je oblíbené v soustružnictví. Hustota dřeva M. umbellata je 1140 kg/m3.
Železnec ztepilý je na Novém Zélandu nazýván vánoční strom, neboť v této době velmi bohatě rozkvétá. Je pěstován jako okrasná dřevina i v jiných částech subtropů a je odolný až do zóny odolnosti 9.

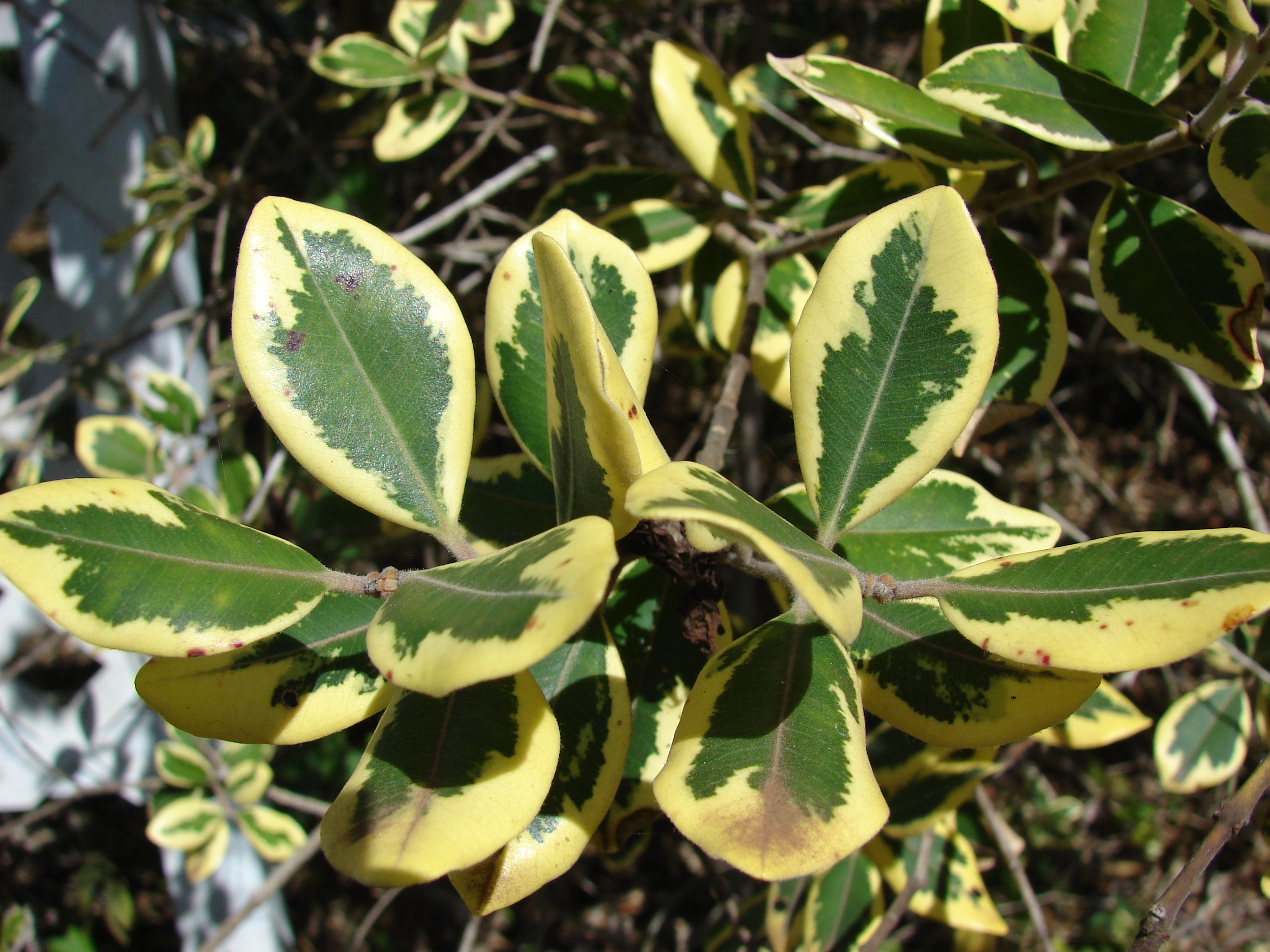
Variegátní forma M. kermadecensis
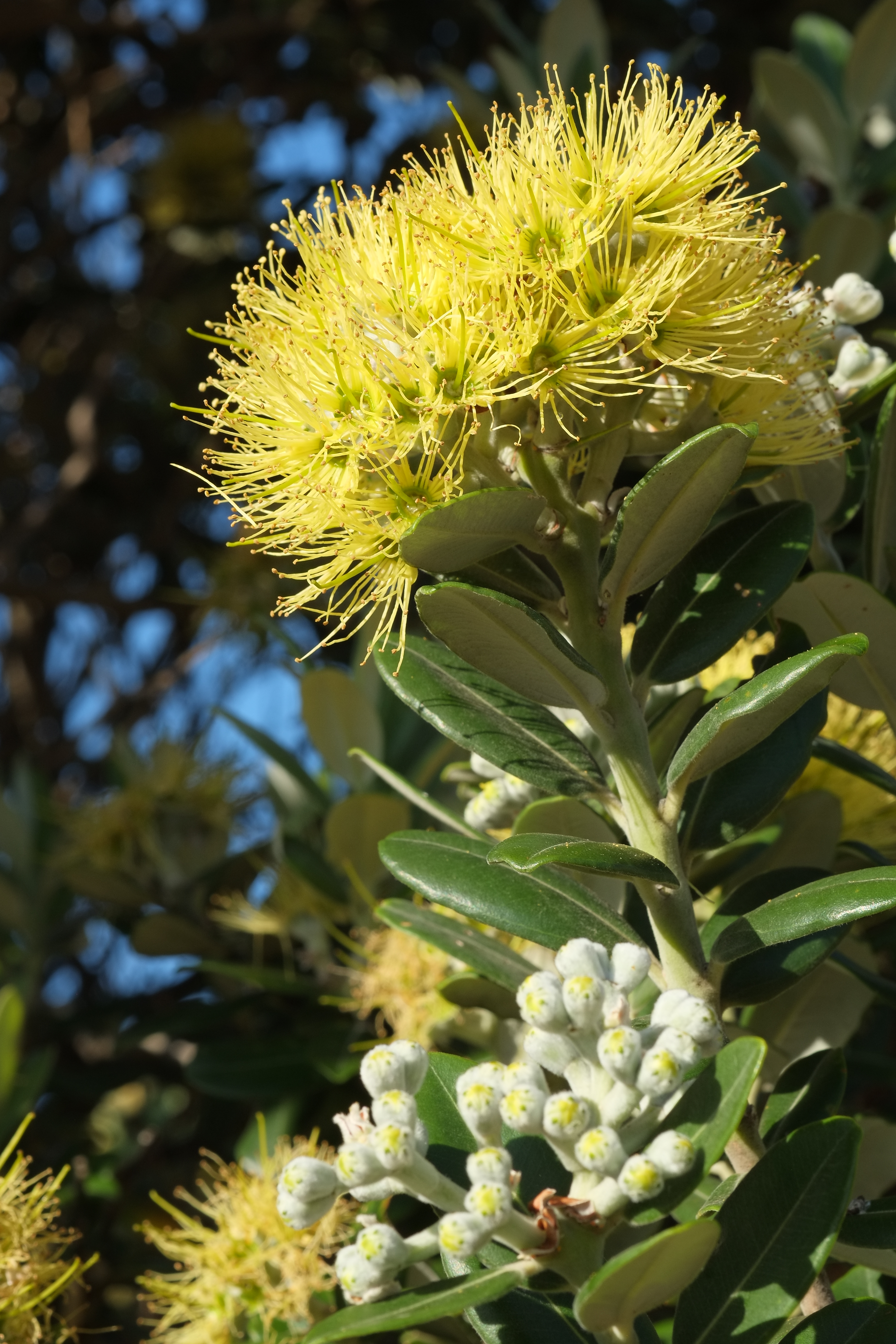
Žlutá forma železnece ztepilého, M. excelsa 'Aurea'